# Negru Voda (Band)
Negru Voda ist ein Musikprojekt aus Oxelösund. Die Musik des Solo-Projektes wird dem Post-Industrial-Substil Death Industrial zugerechnet.

## Geschichte
Peter Nyström gründete Negru Voda zum Ende des Jahres 1992 als freies und allein geführtes Nebenprojekt zu Megaptera. Durch die Unabhängigkeit von anderen Musikern bot ihm Negru Voda die Option seine musikalischen Ideen kompromisslos umzusetzen. In längeren Pausen des Hauptprojektes arbeitete Nyström verstärkt an Negru Voda. Aus Gerüchten über eine Auflösung von Megaptera wurde Negru Voda auch als Folgeprojekt rezipiert. Dabei erarbeitete sich das Projekt in den Jahren nach der Gründung als Folge- oder Nebenprojekt der bekannten Megaptera sowie über Kooperationen mit den Post-Industrial-Labeln Slaughter Productions, Old Europa Café, Cold Meat Industry und Malignant Records internationale Popularität in der Industrial Culture.

## Stil

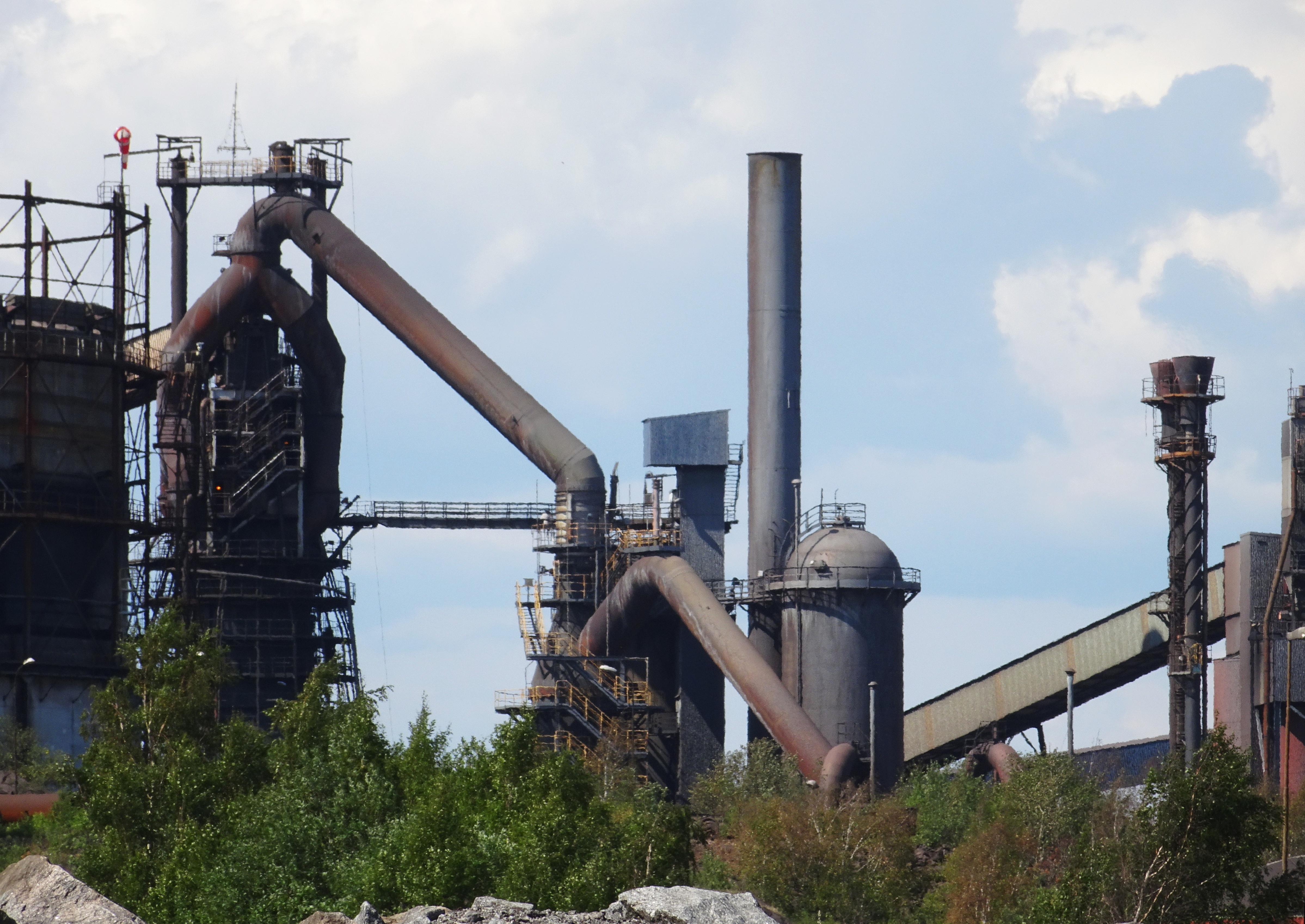
Nyström arbeitete mehrere Jahre im Stahlwerk von Oxelösunds. Die Geräuschkulissen und Klangcollagen von Negru Voda werden mit dieser Tätigkeit in Verbindung gebracht.

Die Musik von Negru Voda wird dem Death Industrial zugerechnet. Als Einflüsse werden frühen Industrial und Post-Industrial-Interpreten wie Test Dept., SPK, Laibach, Cabaret Voltaire, The Klinik, Front 242, Controlled Bleeding und Severed Heads angeführt. Auch Nyströms Erfahrungen als Stahlarbeiter werden von Rezensenten als Einfluss wahrgenommen. Die Musik von Negru Voda variiert so rohe rhythmische Loops, analoge Klänge, verschiedene elektronische Geräte und Field Recording. Kaum geschönt basiere die Musik auf kompromisslosen pulsierenden und rohen Geräuschen, die sich Low Fidelity und Noise entlehnen.

„Die Mischung aus brachialem Industrial und düsterem Ambient ist in ihrer ungebremsten Wucht ein finsteres und schweres Brett. Wie eine Maschinerie direkt aus der Hölle, angetrieben von unsagbaren Kreaturen stampfen, rauschen und dröhnen sich die einzelnen Tracks den Weg an die Erdoberfläche. Hier wird dem Begriff Death Industrial alle Ehre gemacht.“

## Diskografie
Alben
- 1996: Voodoo Killers (Old Europa Cafe)
- 1998: Dark Territory (Old Europa Cafe)
- 2004: Dobruja Region (Fin De Siècle Media)
- 2005: Unplugged (Autarkeia)

Split-Veröffentlichungen
- 1994: An Impulse of Fear/Raudive Experiments (Album mit Third Eye, Slaughter Productions)
- 2001: Des Esseintes / Negru Voda (Single mit Des Essintes, Fin De Siècle Media)
- 2013: Face Without Face (Album mit Knös, Malignant Records)

Singles
- 2002: AVA: (dunk) (Formosan Rec)
- 2002: From Liquid Steel To Frozen Metal (Cold Meat Industry)

Kompilationen
- 2011: Våld De Luxe (Malignant Records)